# Amber Riley
Amber Patrice Riley (født 15. februar 1986) er en amerikansk skuespiller og sanger, bedst kendt for sin rolle i serien Glee som Mercedes Jones.

## Opvækst
Riley blev født i Los Angeles, Californien, som datter af Tiny (født Hightower) og Elwin Riley.  Riley gik til audition til American Idol, da hun var 17 år gammel, i løbet af showets anden sæson, men blev afvist af producenterne.  Amber dimitterede fra La Mirada High School i La Mirada, Californien i 2004. 

## Karriere
Riley spiller rollen som Mercedes Jones i tv-serien Glee, som et medlem af de vigtigste skuespiller. Hun har været med siden showets pilot, som debuterede i maj 2009. Hun har sunget adskillige soloer, herunder "Respect", "Bust Your Windows", "Hate on Me", "And I Am Telling You I'm Not Going", "Beautiful", "Bridge over Troubled Water", "I Look to You", "Hell to the No", "Ain't No Way", "Try a Little Tenderness", "Spotlight", "All I Want for Christmas Is You" og tre dage efter Whitney Houstons død, en hyldest version af "I Will Always Love You ". Hendes karakter kommer gennem hendes skoletid med hendes "diva-stil", smart tøj, og har et venskab med den første åbent homoseksuelle dreng i hendes skole, Kurt Hummel (Chris Colfer). I 2011 modtog Riley en NAACP Image Award-nominering for hendes portræt af Mercedes, hun har vundet en Screen Actors Guild Award for sit skuespil på Glee ,, sammen med showets ensemble, og har også været nomineret til en Teen Choice Award for sit skuespil på showet. Hendes mor var medlem af koret i sangen "Like a Prayer". Mercedes danse med hende i løbet af den første sæson's episode "The Power of Madonna".
Den 12. september 2010, dukkede Riley ved 2010 MTV VMAs. Hun sang nationalsangen på åbningsdagen af 2012 Demokratiske Nationale Konvent. Riley er også ved at lave et soloalbum.  Hun arbejder med Mario Marchetti. 

## Eksterne Henvisninger
- Wikimedia Commons har flere filer relateret til Amber Riley
- Amber Riley på Internet Movie Database (engelsk)
- Amber Riley på AlloCiné (fransk)
- Amber Riley på AllMovie (engelsk)
- Amber Riley på Turner Classic Movies (engelsk)
- Amber Riley på Rotten Tomatoes (engelsk)
- Amber Riley på TV Guide (engelsk)
- Amber Riley på The Movie Database (engelsk)
- Amber Riley på Behind The Voice Actors (engelsk)